# Лінивка-строкатка чорновола
Лінивка-строкатка чорновола (Notharchus pectoralis) — вид дятлоподібних птахів родини лінивкових (Bucconidae).

## Поширення
Вид поширений на півночі і заході Колумбії, сході Панами та північному заході Еквадору. Його природними середовищами існування є вологі низинні тропічні ліси від рівня моря до 1000 м.

## Опис
Птах завдовжки 19-23 см, вага — 60-69 г. Оперення в основному глянсове синьо-чорне, з білим коміром, щоками, горлом і животом і синьо-чорною грудкою та чорним хвостом. Міцний дзьоб чорного кольору, як і ноги. Райдужка темно-коричнева або червона.

## Спосіб життя
Трапляється під пологом лісу, хоча нерідко спускається на землю. Харчується комахами та їхніми личинками, та іншими дрібними членистоногими. Самиця відкладає 2 або 3 яскраво-білих яйця в нору, викопану в яру або термітнику. Насиджують та доглядають за молоддю обидва батьки.